# Роберто Беттега
Роберто Беттега (італ. Roberto Bettega, нар. 27 грудня 1950, Турин) — колишній італійський футболіст, нападник. По завершенні ігрової кар'єри — спортивний функціонер.

## Клубна кар'єра
Вихованець футбольної школи клубу «Ювентус».
Втім, у дорослому футболі дебютував 1969 року виступами за команду клубу «Варезе», в якій провів один сезон, взявши участь у 30 матчах чемпіонату.
Своєю грою за цю команду привернув увагу представників тренерського штабу головної команди «Ювентуса», до складу якої приєднався 1970 року. Відіграв за «стару синьйору» наступні тринадцять сезонів своєї ігрової кар'єри. Більшість часу, проведеного у складі «Ювентуса», був основним гравцем атакувальної ланки команди. У складі «Ювентуса» був одним з головних бомбардирів команди, маючи середню результативність на рівні 0,4 голу за гру першості. За цей час сім разів виборював титул чемпіона Італії, ставав володарем Кубка Італії (двічі), володарем Кубка УЄФА. Став найкращим бомбардиром Серії A сезону 1979-80.
Завершив професійну ігрову кар'єру в Канаді, у клубі «Торонто Бліззард», за команду якого виступав протягом 1983–1984 років.

## Виступи за збірну
1975 року дебютував в офіційних матчах у складі національної збірної Італії. Протягом кар'єри у національній команді, яка тривала 9 років, провів у формі головної команди країни 42 матчі, забивши 19 голів. У складі збірної був учасником чемпіонату світу 1978 року в Аргентині, чемпіонату Європи 1980 року в Італії.
| Дата       | Місто                    | Господарі         | Результат             | Гості      | Турнір                    | Голи | Примітки                        |
| ---------- | ------------------------ | ----------------- | --------------------- | ---------- | ------------------------- | ---- | ------------------------------- |
| 05/06/1975 | Гельсінкі                | Фінляндія         | 0 – 1                 | Італія     | Відбір до ЧЄ 1976         | -    |                                 |
| 26/10/1975 | Варшава                  | Польща            | 0 – 0                 | Італія     | Відбір до ЧЄ 1976         | -    | вийшов на 67'                   |
| 23/05/1976 | Вашингтон                | США               | 0 – 4                 | Італія     | товариський матч          | -    | вийшов на 62'                   |
| 31/05/1976 | Нью-Гейвен (Коннектикут) | Бразилія          | 4 – 1                 | Італія     | товариський матч          | -    | вийшов на 46', замінений на 66' |
| 05/06/1976 | Мілан                    | Італія            | 4 – 2                 | Румунія    | товариський матч          | 2    | вийшов на 46'                   |
| 25/09/1976 | Рим                      | Італія            | 3 – 0                 | Югославія  | товариський матч          | 2    |                                 |
| 16/10/1976 | Люксембург               | Люксембург        | 1 – 4                 | Італія     | Відбір до ЧС 1978         | 2    |                                 |
| 17/11/1976 | Рим                      | Італія            | 2 – 0                 | Англія     | Відбір до ЧС 1978         | 1    |                                 |
| 22/12/1976 | Лісабон                  | Португалія        | 2 – 1                 | Італія     | товариський матч          | 1    |                                 |
| 08/06/1977 | Гельсінкі                | Фінляндія         | 0 – 3                 | Італія     | Відбір до ЧС 1978         | 1    |                                 |
| 08/10/1977 | Західний Берлін          | ФРН               | 2 – 1                 | Італія     | товариський матч          | -    |                                 |
| 15/10/1977 | Турин                    | Італія            | 6 – 1                 | Фінляндія  | Відбір до ЧС 1978         | 4    |                                 |
| 16/11/1977 | Лондон                   | Англія            | 2 – 0                 | Італія     | Відбір до ЧС 1978         | -    |                                 |
| 03/12/1977 | Рим                      | Італія            | 3 – 0                 | Люксембург | Відбір до ЧС 1978         | 1    |                                 |
| 08/02/1978 | Неаполь                  | Італія            | 2 – 2                 | Франція    | товариський матч          | -    | замінений на 53'                |
| 08/05/1978 | Рим                      | Італія            | 0 – 0                 | Югославія  | товариський матч          | -    |                                 |
| 02/06/1978 | Мар-дель-Плата           | Італія            | 2 – 1                 | Франція    | ЧС 1978 - 1-й етап        | -    |                                 |
| 06/06/1978 | Мар-дель-Плата           | Італія            | 3 – 1                 | Угорщина   | ЧС 1978 - 1-й етап        | 1    | замінений на 83'                |
| 10/06/1978 | Буенос-Айрес             | Італія            | 1 – 0                 | Аргентина  | ЧС 1978 - 1-й етап        | 1    |                                 |
| 14/06/1978 | Буенос-Айрес             | ФРН               | 0 – 0                 | Італія     | ЧС 1978 - 2-й етап        | -    |                                 |
| 18/06/1978 | Буенос-Айрес             | Італія            | 1 – 0                 | Австрія    | ЧС 1978 - 2-й етап        | -    | замінений на 71'                |
| 21/06/1978 | Буенос-Айрес             | Нідерланди        | 2 – 1                 | Італія     | ЧС 1978 - 2-й етап        | -    |                                 |
| 24/06/1978 | Буенос-Айрес             | Бразилія          | 2 – 1                 | Італія     | ЧС 1978 - матч за 3 місце | -    | 4-те місце                      |
| 20/09/1978 | Турин                    | Італія            | 1 – 0                 | Болгарія   | товариський матч          | -    |                                 |
| 08/11/1978 | Братислава               | Чехословаччина    | 3 – 0                 | Італія     | товариський матч          | -    | замінений на 72'                |
| 24/02/1979 | Мілан                    | Італія            | 3 – 0                 | Нідерланди | товариський матч          | 1    |                                 |
| 26/05/1979 | Рим                      | Італія            | 2 – 2                 | Аргентина  | товариський матч          | -    |                                 |
| 26/09/1979 | Флоренція                | Італія            | 1 – 0                 | Швеція     | товариський матч          | -    |                                 |
| 16/02/1980 | Неаполь                  | Італія            | 2 – 1                 | Румунія    | товариський матч          | -    |                                 |
| 19/04/1980 | Турин                    | Італія            | 2 – 2                 | Польща     | товариський матч          | -    |                                 |
| 12/06/1980 | Мілан                    | Італія            | 0 – 0                 | Іспанія    | ЧЄ 1980 - 1-й етап        | -    |                                 |
| 15/06/1980 | Турин                    | Італія            | 1 – 0                 | Англія     | ЧЄ 1980 - 1-й етап        | -    |                                 |
| 18/06/1980 | Рим                      | Італія            | 0 – 0                 | Бельгія    | ЧЄ 1980 - 1-й етап        | -    |                                 |
| 21/06/1980 | Неаполь                  | Чехословаччина    | 1 – 1 д.ч. (9-8 п.п.) | Італія     | ЧЄ 1980 - матч за 3 місце | -    | 4-те місце, замінений на 85'    |
| 24/09/1980 | Генуя                    | Італія            | 3 – 1                 | Португалія | товариський матч          | -    |                                 |
| 11/10/1980 | Люксембург               | Люксембург        | 0 – 2                 | Італія     | Відбір до ЧС 1982         | 1    |                                 |
| 01/11/1980 | Рим                      | Італія            | 2 – 0                 | Данія      | Відбір до ЧС 1982         | -    |                                 |
| 15/11/1980 | Турин                    | Італія            | 2 – 0                 | Югославія  | Відбір до ЧС 1982         | -    |                                 |
| 25/02/1981 | Рим                      | Італія            | 0 – 3                 | Європа     | товариський матч          | -    | замінений на 74'                |
| 03/06/1981 | Копенгаген               | Данія             | 3 – 1                 | Італія     | Відбір до ЧС 1982         | -    | замінений на 67'                |
| 17/10/1981 | Белград                  | Югославія         | 1 – 1                 | Італія     | Відбір до ЧС 1982         | 1    |                                 |
| 16/04/1983 | Бухарест                 | Румунія           | 1 – 0                 | Італія     | Відбір до ЧЄ 1984         | -    | замінений на 69'                |
| Усього     |                          | Матчів (58 місце) | 42                    |            | Голів (13 місце)          | 19   |                                 |

## Титули і досягнення

### Командні
- Чемпіон Італії (7):

«Ювентус»: 1971-72, 1972-73, 1974-75, 1976-77, 1977-78, 1980-81, 1981-82
- Володар Кубка Італії (2):

«Ювентус»: 1978-79, 1982-83
- Володар Кубка УЄФА (1):

«Ювентус»: 1976-77

### Особисті
- Найкращий бомбардир Серії B (1):

1969-70 (13)
- Найкращий бомбардир Серії A (1):

1979-80 (16)